# Géza Fehér (Generalmajor)
Géza Fehér (* 14. Mai 1932 in Nagymaros; † 1. Januar 2000) war ein Offizier in der Volksrepublik Ungarn und zuletzt Generalmajor (Vezérőrnagy) im Innenministerium (Belügyminisztérium) sowie von 1976 bis 1989 Chef des Polizeipräsidiums im Komitat Bács-Kiskun.

## Leben
Géza Fehér, Sohn von Julianna Gelányi, besuchte bis 1946 vier Klassen der Mittelschule und absolvierte von 1948 bis 1950 eine Berufsausbildung zum Elektroinstallateur in der Werft der traditionsreichen Donau-Reederei MAHART (Magyar Hajózási Részvénytársaság) und war anschließend während seines Vorbereitungskurses für die Berufsprüfung in Kecskemét bis 1951 als Elektriker bei MAHART tätig. Am 28. August 1951 trat er als Sergeant (Őrmester) in die Staatsschutzbehörde ÁVH (Államvédelmi Hatóság) in Kecskemét ein und wechselte kurz darauf von 1951 bis 1954 zur ÁVH-Behörde beziehungsweise zur Dienststelle des Innenministerium (Belügyminisztérium)im Komitat Bács-Kiskun. In dieser wurde er im Juni 1952 zum Unterleutnant (Alhadnagy) sowie im März 1954 zum Leutnant (Hadnagy) befördert. Anschließend absolvierte er zwischen 1954 und 1955 einen Offizierslehrgang der Feliks Dzierżyński-Offiziersausbildungsschule des Innenministeriums. Nachdem er zwischen 1955 und 1956 Leiter des Verkehrsamtes von Kiskunhalas war, absolvierte er bis Oktober 1956 einen fünfmonatigen Lehrgang an der Parteihochschule der Partei der Ungarischen Werktätigen MDP (Magyar Dolgozók Pártja). 
Während des Volksaufstandes (23. Oktober bis 4. November 1956) nahm Fehér an den bewaffneten Auseinandersetzungen in Budapest teil und verließ am 30. Oktober das Gebäude des Innenministeriums. Am 7. November 1956 trat er seine frühere Position in Kiskunhalas an, wurde aber am 10. November als ehemaliger Staatsverteidiger abgesetzt. Von da an beteiligte er sich für einige Wochen in Zusammenarbeit mit den sowjetischen Anti-Terror-Behörden an den nachrevolutionären Repressalien, die er mit eigenen Worten als „illegale operative Arbeit“ bezeichnete. Danach wurde er von Dezember 1956 bis Januar 1957 kurzzeitig der Militärbehörde im Komitat Békés unterstellt und arbeitete daraufhin zwischen Januar und März 1957 erst im Polizeipräsidium im Komitat Csongrád sowie danach vom 1. April 1957 bis zum 11. Januar 1973 im Polizeipräsidium im Komitat Bács-Kiskun. Während dieser Zeit wurde er am 8. Juni 1957 zum Oberleutnant (Főhadnagy) befördert und absolvierte ein Studium an der Fakultät für Politikwissenschaften und Recht ÁJTK (Állam- és Jogtudományi Kara) der Universität der Wissenschaften Szeged (SZTE), an der er 1960 seine Promotion zum Doktor der Rechte beendete. Er wurde des Weiteren am 8. Juni 1961 zum Hauptmann (Százados) sowie am 1. Juni 1966 zum Major (Őrnagy) befördert.
Am 1. Juli 1973 wurde er nach seiner Beförderung zum Oberstleutnant (Alezredes) zunächst stellvertretender Chef des Polizeipräsidiums und Chef der Staatssicherheit im Komitat Bács-Kiskun und verblieb in dieser Funktion bis zum 31. Dezember 1975. Anschließend übernahm Géza Fehér am 1. Januar 1976 den Posten als Chef des Polizeipräsidiums im Komitat Bács-Kiskun und hatte diesen bis zu seinem Eintritt in den Ruhestand am 30. November 1989 inne, der Zeit des Niedergangs des Kádár-Systems und des Zusammenbruchs des Kommunismus. Als Polizeichef wurde er am 1. November 1976 zum Oberst (Ezredes) befördert und besuchte 1978 einen Lehrgang an der Parteischule der Ungarischen Sozialistischen Arbeiterpartei MSZMP (Magyar Szocialista Munkáspárt). Er erhielt ferner am 29. September 1983 seine Beförderung zum Generalmajor (Vezérőrnagy) und besuchte 1984 eine weitere Führungsfortbildung der ideologischen Sektion der Parteihochschule der MSZMP.

## Weblink
- Fehér Géza, dr. In: Historisches Archiv der Staatssicherheitsdienste (Állambiztonsági Szolgálatok Történeti Levéltára). Abgerufen am 3. März 2023 (ungarisch).

| Personendaten    | Personendaten            |
| ---------------- | ------------------------ |
| NAME             | Fehér, Géza              |
| KURZBESCHREIBUNG | ungarischer Generalmajor |
| GEBURTSDATUM     | 14. Mai 1932             |
| GEBURTSORT       | Nagymaros                |
| STERBEDATUM      | 1. Januar 2000           |